# Аладаг
Аладаг (тур. Aladağ) — город и район в провинции Адана (Турция).
Через территорию района проходит горный хребет Аладаг, относящийся к Таврским горам.

## История
Люди жили в этих местах с древнейших времён. Город входил в состав разных государств; в итоге он попал в состав Османской империи.